# Белошапко, Павел Андреевич
Павел Андреевич Белошапко (1893—1960) — советский учёный-акушер-гинеколог, педагог и организатор здравоохранения, доктор медицинских наук (1942), профессор (1943), член-корреспондент АМН СССР (1955). Директор Института акушерства и гинекологии АМН СССР (1954—1960).

## Биография
Родился 25 мая 1893 года в Петербурге.
С 1912 по 1917 год обучался в Петроградской военно-медицинской академии. С 1918 по 1922 год в качестве военного врача и старшего военного врача служил в рядах РККА был  участником Гражданской войны. 
С 1923 по 1928 и с 1944 по 1949 год на научно-исследовательской работе в Центральном НИИ акушерства и гинекологии в должностях: с 1923 по 1928 год — научный сотрудник и с 1944 по 1949 год — руководителя акушерского отделения этого института,  ученик профессора В. В. Строганова.
С 1933 по 1943 год на научно-исследовательской работе в Ленинградском педиатрическом медицинском институте в должностях: научного сотрудника, доцента кафедры акушерства и гинекологии и заведующего клиникой при этом институте. С 1949 по 1953 год работал во Всесоюзном научно-исследовательском институте акушерства и гинекологии Министерства здравоохранения СССР в должности заместителя директора этого института по научной работе и одновременно являлся главным акушером-гинекологом Минздрава СССР. С 1954 по 1960 год — директор Института акушерства и гинекологии АМН СССР.

### Научно-педагогическая деятельность
Основная научно-педагогическая деятельность П. А. Белошапко была связана с вопросами в области акушерства и гинекологии. Под руководством П. А. Белошапко проводились исследования по управлению родами и целенаправленной стимуляции родовой деятельности матки. В 1952 году под его руководством проводились рентгенологические исследования в ходе которых им был создан метод измерения таза матери и головки плода в период производства родов. П. А. Белошапко являлся членом редакционной коллегии научного журнала «Акушерство и гинекология» и заместителем председателя Правления Всесоюзного акушерско-гинекологического общества. В 1954 году в Женеве и в 1958 году в Монреале, П. А. Белошапко был обязательным участником Международных конгрессов акушеров-гинекологов, где выступал с обширными докладами.
В 1942 году П. А. Белошапко была присвоена учёная степень доктор медицинских наук по теме его диссертации «О предлежании плаценты», а в 1943 году ему было присвоено учёное звание профессора. В 1955 году он был избран член-корреспондентом АМН СССР.
Скончался 26 июля 1960 года в Москве, похоронен на Головинском кладбище (участок 1).

## Награды
- Орден Ленина
- Орден Трудового Красного Знамени
- Медаль «За победу над Германией в Великой Отечественной войне 1941-1945 гг.»